# Pădurea nebună (film)
Pădurea nebună este un film românesc din 1982 regizat de Nicolae Corjos. Rolurile principale au fost interpretate de actorii Florin Zamfirescu, Horațiu Mălăele și Valeria Sitaru.

## Distribuție
Distribuția filmului este alcătuită din:
- Florin Zamfirescu — tânărul poet Darie
- Horațiu Mălăele — Filipache Arăpaș, prietenul lui Darie
- Valeria Sitaru — Valentina, slujnica din „casa” doamnei Harnik
- Catrinel Dumitrescu — Despa, sora lui Filipache
- Gabriela Cuc — tătăroaica Uruma din Sorg
- Sebastian Papaiani — speculantul Dobrică Tunsu, omul de casă al lui Stănică Paleacu
- Ion Besoiu — prof. Turtulă
- Mihai Mereuță — Tone, unchiul lui Darie, proprietarul unui birt economic
- Vistrian Roman — meșterul Ghincu, soțul verișoarei lui Darie și ginerele lui Tone
- Petre Lupu — muncitorul tăbăcar Sămânță din grupul Valentinei
- Cornel Gîrbea — Stroe, bătăușul lui Paleacu
- Gheorghe Șimonca — Laie, bătăușul lui Paleacu
- Nicolae Praida — tatăl lui Darie
- Eugenia Bosînceanu — mama lui Darie
- George Negoescu — directorul ziarului
- Jana Gorea — mama lui Filipache
- Marietta Rareș — mama lui Tone
- Dorina Done — doamna Aspazia Harnik, matroana bordelului
- Aristide Teică — bragagiul turc
- Ion Andrei
- Ștefan Hagimă
- Ion Luchian Mihalea — tânărul Tudorache din grupul Valentinei
- Cristian Șofron — tânărul Petre din grupul Valentinei
- Mariana Cercel
- Petre Gheorghiu-Goe
- Dumitru Pepel
- Romulus Dumitrescu
- Cornel Ispas — tânărul Ion Zgrimegea din grupul Valentinei
- Iulia Boroș
- Vasile Popa — fratele lui Filipache
- Traian Petruț
- Mihai Vasile Boghiță — activist comunist

## Primire
Filmul a fost vizionat de 1.890.554 de spectatori în cinematografele din România, după cum atestă o situație a numărului de spectatori înregistrat de filmele românești de la data premierei și până la data de 31 decembrie 2014 alcătuită de Centrul Național al Cinematografiei.